# 细穗香茅
细穗香茅（学名：Cymbopogon microstachys）为禾本科香茅属下的一个种。

## 扩展阅读
- 維基物種上的相關：细穗香茅